# Stanford University Press
La Stanford University Press est une maison d'édition académique liée à l'université Stanford aux États-Unis.
La maison a été fondée indépendamment de l'université en 1892 et utilise le nom de Stanford pour la première fois en 1895. Elle est devenue une division de l'université en 1917.